# Tomi Sallinen
Tomi Sallinen (Espoo, 11 febbraio 1989) è un hockeista su ghiaccio finlandese.

## Palmarès

### Mondiali
- 2 medaglie:
  - 2 argenti (Bielorussia 2014; Russia 2016)